# Plaza Centenário
O Plaza Centenário, popularmente conhecido pelos paulistanos como Robocop, é um arranha-céu da cidade de São Paulo localizado na Marginal Pinheiros, Brooklin Novo, onde ocorreu também a construção de vários edifícios comerciais de alto padrão.

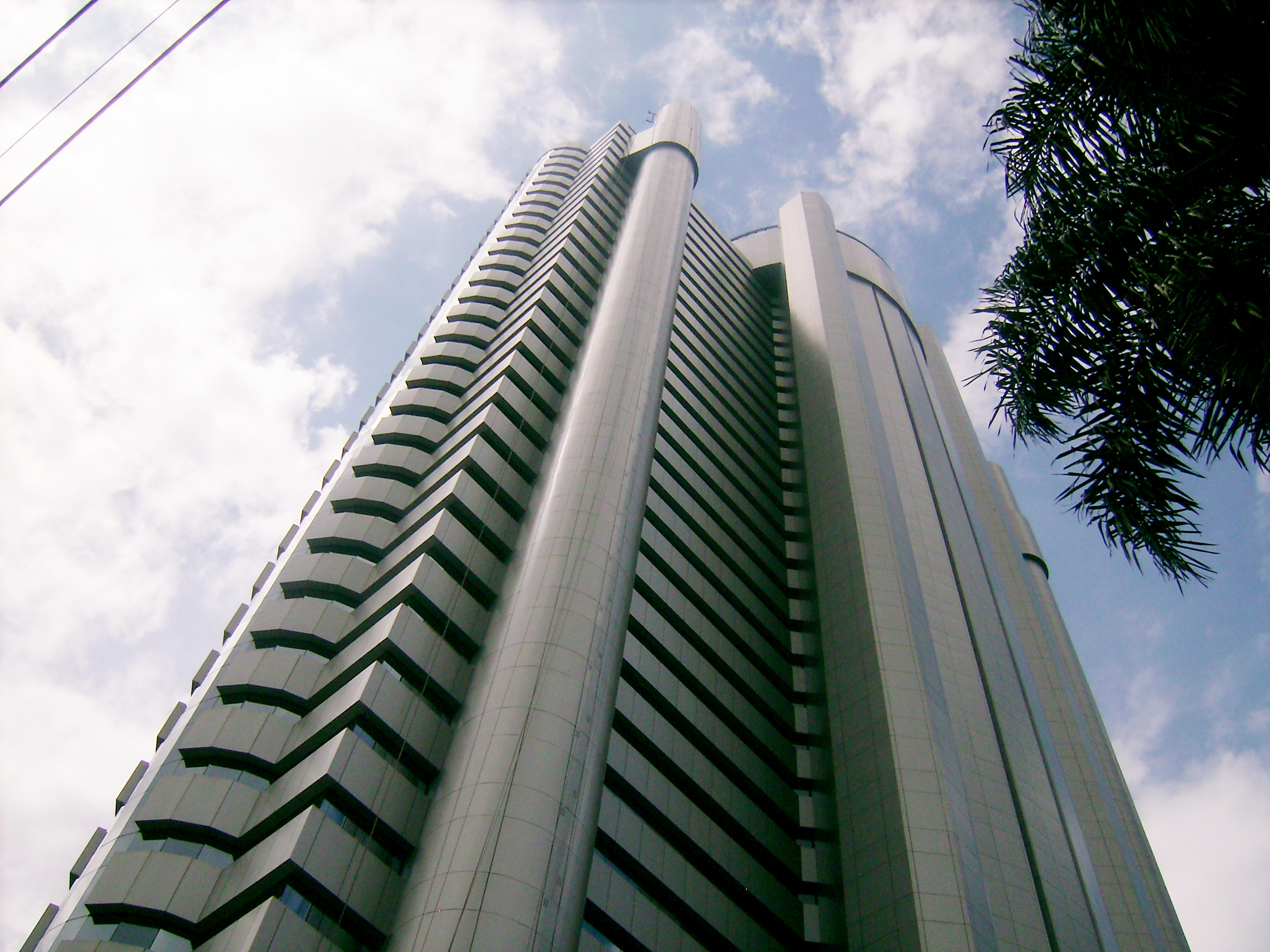
Edifício Plaza Centenário

Possui fachada de metal e vidro, sendo um monumento moderno e do futuro. Seus 32 andares e 139 metros de altura lhe dão destaque mesmo estando numa região com outras grandes construções.
Seu arquiteto, Carlos Bratke, incluiu sua obra entre os 10 mais altos edifícios de São Paulo, apesar de que com a construção de novos edifícios, hoje ele se tornou o 20º mais alto da cidade, além de ser também o 25º edifício mais alto do Brasil.
É um dos mais "inteligentes" edifícios de São Paulo. Obra pioneira no país, o edifício recebeu cerca de 40 mil metros quadrados de painéis de alumínio composto. A obra de 77.500 m² levou oito anos para ser construída. Além de um cyber café e de um auditório, no topo do prédio há inclusive um heliponto.